# 2012-es magyar teniszbajnokság
A 2012-es magyar teniszbajnokság a száztizenharmadik magyar bajnokság volt. A bajnokságot augusztus 13. és 19. között rendezték meg Budapesten, a Park Teniszklubban.

## Eredmények
| Versenyszám  | Arany                                         | Arany | Ezüst                                                       | Ezüst | Bronz                                                                                          | Bronz |
| ------------ | --------------------------------------------- | ----- | ----------------------------------------------------------- | ----- | ---------------------------------------------------------------------------------------------- | ----- |
| Férfi egyéni | Balázs Attila MTK                             |       | Bardóczky Kornél MTK                                        |       | Szatmáry Adrián Tálentum TCBalázs György MTK                                                   |       |
| Női egyéni   | Stollár Fanny MTK                             |       | Jónás Dorottya Ábris Team 2010 TSE                          |       | Rohonyi Réka Metro RSCMüller Réka MTK                                                          |       |
| Férfi páros  | Balázs Attila, Balázs György MTK              |       | Kellner Ádám, Nagy Péter Ábris Team 2010 TSE, Budaörsi SC   |       | Krocskó Krisztián, Tóth Csongor MTKMáthé Gábor, Szatmáry Adrián Tatár TC, Tálentum TC          |       |
| Női páros    | Juhász Pálma, Szerencsés Eszter Tatár TC, MTK |       | Jónás Dorottya, Rohonyi Réka Ábris Team 2010 TSE, Metro RSC |       | Andrejszki Dóra, Sulyok Kata Metro RSC, BSEBorbély Vivien, Koleszár Zsófia Ábris Team 2010 TSE |       |